# Поруста (река)
По́руста — река в России, протекает по Медвежьегорскому району Карелии. Длина реки — 61 км, площадь водосборного бассейна — 530 км².
Берёт своё начало из озера Лумбушского, протекает через Карзикозеро, Семчозеро (с притоком из Орехозера), далее принимает притоки: Варгиноя (правый), Приданоя (левый), Мичутоя (правый); через озёра Верхнее Поруста, Нижнее Поруста (левый приток — Новосёлка), Энингилампи (левый приток — Путцеручей, правый — Шуавандеги).
Впадает в озеро Селецкое.
Населённые пункты у реки: деревни Карзикозеро, Мяндусельга и посёлок Большая Сельга — между Карзикозером и Семчозером, нежилые деревни Семчезеро и Загубье — на Семчозере. В устье реки находится деревня Сельги.

## Данные водного реестра
По данным государственного водного реестра России относится к Баренцево-Беломорскому бассейновому округу, водохозяйственный участок реки — Сегежа до Сегозерского гидроузла, включая озеро Сегозеро. Речной бассейн реки — бассейны рек Кольского полуострова и Карелии, впадает в Белое море.
Код объекта в государственном водном реестре — 02020001112102000005746.